# Liste des députés de la 34e législature irlandaise
 (janvier 2025).
Cette liste présente les Teachta Dála (députés) élus au 34e Dáil Éireann, la chambre basse du parlement irlandais (Oireachtas). Ces membres du Parlement ont été élus aux élections du 29 novembre 2024 . Cette élection générale se déroule dans tout l'État pour élire 174 membres du Dáil Éireann, 14 de plus que la législature précédente. Le 34e Dáil se réunit pour la première fois le 18 décembre 2024.

## Composition

### Ceann Comhairle
- Ceann Comhairle : Verona Murphy
- Leas-Cheann Comhairle: non encore déterminé

La toute première tâche de l'assemblée élue est la nomination de son Président, le Ceann Comhairle. Les candidats à cette fonction sont Seán Ó Fearghaíl, qui tient la fonction depuis deux législatures, John McGuinness, Verona Murphy et Aengus Ó Snodaigh. 
C'est la députée indépendante Verona Murphy qui remporte l'élection au troisième tour battant Aengus Ó Snodaigh du Sinn Féin. Elle devient la toute première femme à occuper le poste,.